# Castell del Camp de la Bota
El castell del Camp de la Bota, també anomenat castell de les Quatres Torres, fou un edifici militar construït l'any 1858 al límit del municipi de Sant Adrià de Besòs amb el districte barceloní de Sant Martí per Juan Zapatero, capità general de Catalunya. Va esdevenir la seu de l'Escola Pràctica d'Artilleria fins a l'inici de la Segona República.
El terreny abans ja havia estat utilitzat per tropes napoleòniques a principis del segle xix com a camp de pràctiques de tir, el seu nom per tant sembla provenir del mot francès butte (en català: camp de tir).
Al principi de la guerra civil el castell es va utilitzar com a lloc d'afusellaments de militars sublevats. Després de la victòria de les tropes franquistes es va transformar en una presó on fins a l'any 1952 es van afusellar unes 1.700 persones —republicans, anarquistes i d'altres perseguits pel règim franquista.
A la dècada de 1950 l'exèrcit va abandonar el castell, que tot seguit fou ocupat per veïns dels barris Pequín i Parapet i immigrants nouvinguts a Barcelona. L'edifici va acollir, entre d'altres, les Escoles Pies i una escola per a adults, amb la dinamització per part d'escolapis com Francesc Botey i Vallès, que va ser condemnat a un any de presó pel seu activisme.
Avui en dia en el terreny on hi havia el castell hi ha un monòlit en record dels afusellats just al costat de l'Edifici Fòrum, al principi de l'avinguda Diagonal de Barcelona.